# Étienne de Longue-Épée
Étienne de Longue-Épée ou Stephen Longespée est un chevalier anglais, sénéchal de Gascogne et Justicier d'Irlande (en) né vers 1216 et mort en 1260. 

## Biographie
Étienne est un fils de Guillaume de Longue-Épée, 3ème comte de Salisbury et de Ela de Salisbury. Il est cousin du roi Henri III d'Angleterre. Son mariage avec  Emeline de Ridelisford lui apporte des biens dans le Connacht et le Leinster en Irlande.  
En 1255, il est nommé sénéchal de Gascogne, mais son administration de la province anglaise est entravée la première année par des disputes avec le futur Édouard I.  
Étienne quitte cette charge en 1257, et rentre en Angleterre. En 1258, il est l'un des quatre conseillers chargés de mettre en œuvre le programme de réformes imposés à Henri III par les Provisions d'Oxford, constitution imposée par un groupe de barons dirigés par Simon de Montfort, 6e comte de Leicester. 
En 1258, Étienne Longue-Épée est nommé Justicier d'Irlande. 
Il meurt en 1260. 

## Postérité
Étienne épouse Émeline, fille de Walter de Ridelsford et d'Annora Vitré et veuve de Hugh de Lacy, 1er comte d'Ulster. Le couple a pour enfants : 
- Émeline Longespée (morte en 1291), mariée à Maurice FitzGerald, dont descendance.
- Ela Longespée (morte en 1276), mariée à Roger la Zouche, dont descendance.